# Демпси, Патрик
Па́трик Гэ́йлен Де́мпси (англ. Patrick Galen Dempsey; род. 13 января 1966, Льюистон, Мэн, США) — американский актёр и автогонщик, наиболее известный по роли доктора Дерека Шепарда в сериале «Анатомия страсти». Номинант на премии «Эмми» и «Золотой Глобус».
Также известен по фильмам «Стильная штучка», «Зачарованная», «Друг невесты», «Бриджит Джонс 3», «Трансформеры 3: Тёмная сторона Луны».
Серебряный призёр гонки «24 часа Ле-Мана» в классе LMGTE Am (2015).

## Юность
В детстве Патрик Демпси жил в Льюистоне, штат Мэн, и учился в средней школе Льюистона. Будучи подростком, он получил третье место среди своей возрастной группы в национальном соревновании по жонглированию. В 1981 году он получил роль в постановке Torch Song Trilogy, а в последующие несколько лет продолжал играть в театре.

## Карьера
В 1985 году Демпси дебютировал на экране, а 2 года спустя снялся с Беверли Д’Анджело в фильме «Под настроение», где сыграл роль её молодого ухажёра. После этого он сыграл главные роли в подростковых комедиях «Любовь нельзя купить», «Некоторые девчонки», «Герой-любовник» и «Счастливы вместе».
В начале 1990-х, Демпси пытался отойти от подростковых ролей, снимаясь в драмах, хотя особого успеха и не смог добиться, в частности сыграв в разгромленном критиками фильме «Гангстеры». В итоге оставшуюся часть десятилетия он, в основном, снимался в низкосортных фильмах, а также играл роли второго плана в таких картинах как «Эпидемия». В начале 2000-х карьера Демпси пошла в гору, в особенности после номинации на премию «Эмми» за второстепенную роль брата-шизофреника героини Силы Уорд в сериале «Опять и снова». На большом экране он снялся в крупных фильмах, как «Крик 3» и «Стильная штучка» и появился на телевидении в сериалах «Уилл и Грейс» и «Практика».
Наибольшим успехом в карьере Демпси стала роль доктора Дерека Шепарда в сериале Шонды Раймс «Анатомия страсти». Эта роль принесла ему премию Гильдии киноактёров США за лучший актёрский состав в драматическом сериале, а также две номинации на «Золотой глобус» за лучшую мужскую роль в телевизионном сериале — драма. Также он появился в его спин-оффе, сериале «Частная практика». Благодаря роли в сериале Демпси смог вернуться на большой экран, сыграв роли в коммерчески успешных фильмах «Писатели свободы», «Зачарованная», «Друг невесты», «День святого Валентина» и «Трансформеры 3: Тёмная сторона Луны». В третьей части франчайза «Трансформеры» он сыграл антагониста.

## Личная жизнь
В 1987 году Демпси женился на своём менеджере и актрисе Рошель «Рокки» Паркер (на момент свадьбы ему был 21 год, а ей 48 лет). Несмотря на сообщения о том, что она являлась матерью его лучшего друга Кори Паркера, Демпси опроверг это, сказав, что они стали друзьями лишь после бракосочетания. Пара развелась в 1994 году. Паркер умерла в 2014 году.
С 1999 года Демпси женат на гримёре и визажистке Джилл Финк. У пары трое детей — дочь Талула Файф (род. 20 февраля 2002) и сыновья-близнецы Дэрби Гэйлен и Салливан Патрик (род. 1 февраля 2007). В январе 2015 года Финк подала на развод, но вскоре пара примирилась, и в ноябре 2016 года отменила развод.

## Фильмография
| Год       |    | Русское название                    | Оригинальное название                    | Роль                             |
| --------- | -- | ----------------------------------- | ---------------------------------------- | -------------------------------- |
| 1985      | ф  | Вкусная дрянь                       | The Stuff                                | покупатель в подземке            |
| 1985      | ф  | Помогите нам, небеса                | Heaven Help Us                           | Корбетт                          |
| 1986      | тф | Боевой выбор                        | A Fighting Choice                        | Келлин Тейлор                    |
| 1986      | ф  | Фрикадельки 3                       | Meatballs III: Summer Job                | Руди Гернер                      |
| 1986      | с  | Беспечные времена                   | Fast Times                               | Майк Деймон                      |
| 1987      | ф  | Любовь нельзя купить                | Can’t Buy Me Love                        | Рональд Миллер                   |
| 1987      | ф  | Под настроение                      | In the Mood                              | Эллсворт «Сонни» Уайзкарвер      |
| 1988      | ф  | Некоторые девчонки                  | Some Girls                               | Майкл                            |
| 1988      | ф  | В неглубокой могиле                 | In a Shallow Grave                       | Поттер Дэвентри                  |
| 1989      | ф  | Герой-любовник                      | Loverboy                                 | Рэнди Бодек                      |
| 1989      | ф  | Счастливы вместе                    | Happy Together                           | Кристофер «Крис» Вуден           |
| 1989      | с  | Супершоу супербратьев Марио         | The Super Mario Bros. Super Show!        | Растение                         |
| 1990      | ф  | Кадиллак                            | Coupe de Ville                           | Роберт «Бобби» Либнер            |
| 1991      | ф  | Гангстеры                           | Mobsters                                 | Меер Лански                      |
| 1991      | ф  | Беги                                | Run                                      | Чарли Фэрроу                     |
| 1993      | ф  | Грабитель банков                    | Bank Robber                              | Билли                            |
| 1993      | ф  | Лицом к лицу с музыкой              | Face the Music                           | Чарли Хантер                     |
| 1993      | с  | Безрассудная молодость              | JFK: Reckless Youth                      | Джон Кеннеди                     |
| 1994      | ф  | С почестями                         | With Honors                              | Эверетт Кэллоуэй                 |
| 1994      | ф  | Волшебное приключение Эвы           | Ava’s Magical Adventure                  | Джеффри                          |
| 1995      | ф  | Эпидемия                            | Outbreak                                 | Джимбо Скотт                     |
| 1996      | тф | Право не отвечать на вопросы        | The Right to Remain Silent               | Том Харрис                       |
| 1996      | с  | Сезон в чистилище                   | A Season in Purgatory                    | Харрисон Бернс                   |
| 1997      | ф  | Компания Хьюго                      | Hugo Pool                                | Флойд Гейлен                     |
| 1997      | с  | 20 000 лье под водой                | 20,000 Leagues Under the Sea             | Пьер Аронакс                     |
| 1998      | ф  | Кое-что о сексе                     | Denial                                   | Сэм                              |
| 1998      | тф | Побег                               | The Escape                               | Клейтон                          |
| 1998      | тф | Пророк Иеремия: Обличитель царей    | Jeremiah                                 | Иеремия                          |
| 1998      | тф | Преступление и наказание            | Crime and Punishment                     | Родион Раскольников              |
| 2000      | ф  | Крик 3                              | Scream 3                                 | детектив Марк Кинкейд            |
| 2000—2001 | с  | Уилл и Грейс                        | Will & Grace                             | Мэтью                            |
| 2000—2002 | с  | Опять и снова                       | Once and Again                           | Аарон Брукс                      |
| 2001      | тф | Блондинка                           | Blonde                                   | Касс Булут                       |
| 2002      | ф  | Стильная штучка                     | Sweet Home Alabama                       | Эндрю Хеннингз                   |
| 2002      | ф  | Императорский клуб                  | The Emperor’s Club                       | Луи Масоуди во взрослом возрасте |
| 2003      | тф | Счастливая семёрка                  | Lucky 7                                  | Питер Коннор                     |
| 2003      | с  | Карен Сиско                         | Karen Sisco                              | Карл Уилкенс                     |
| 2004      | ф  | Ангелы с железными зубами           | Iron Jawed Angels                        | Бен Вайсман                      |
| 2004      | с  | Практика                            | The Practice                             | доктор Пол Стюарт                |
| 2005—2021 | с  | Анатомия страсти                    | Grey’s Anatomy                           | Дерек Шепард                     |
| 2006      | мф | Братец медвежонок 2                 | Brother Bear 2                           | Кенай                            |
| 2007      | ф  | Писатели свободы                    | Freedom Writers                          | Скотт Кейси                      |
| 2007      | ф  | Зачарованная                        | Enchanted                                | Роберт Филип                     |
| 2008      | ф  | Друг невесты                        | Made of Honor                            | Том Бэйли                        |
| 2009—2012 | с  | Частная практика                    | Private Practice                         | Дерек Шепард                     |
| 2010      | ф  | День святого Валентина              | Valentine’s Day                          | Харрисон Коуплэнд                |
| 2011      | ф  | Трансформеры 3: Тёмная сторона Луны | Transformers: Dark of the Moon           | Дилан Голд                       |
| 2011      | ф  | Липучка                             | Flypaper                                 | Трипп                            |
| 2013      | ф  | Уши должна выйти замуж              | Ushi Must Marry                          | играет себя                      |
| 2016      | ф  | Бриджит Джонс 3                     | Bridget Jones’s Baby                     | Джек Куант                       |
| 2018      | с  | Правда о деле Гарри Квеберта        | The Truth About the Harry Quebert Affair | Гарри Квеберт                    |
| 2020      | с  | Дьяволы                             | Devils                                   | Доминик Морган                   |
| 2022      | ф  | Зачарованная 2                      | Disenchanted                             | Роберт Филип                     |
| 2023      | ф  | День благодарения                   | Thanksgiving                             | шериф города                     |
| 2023      | ф  | Феррари                             | Ferrari                                  | Пьеро Таруффи                    |

## Карьера автогонщика

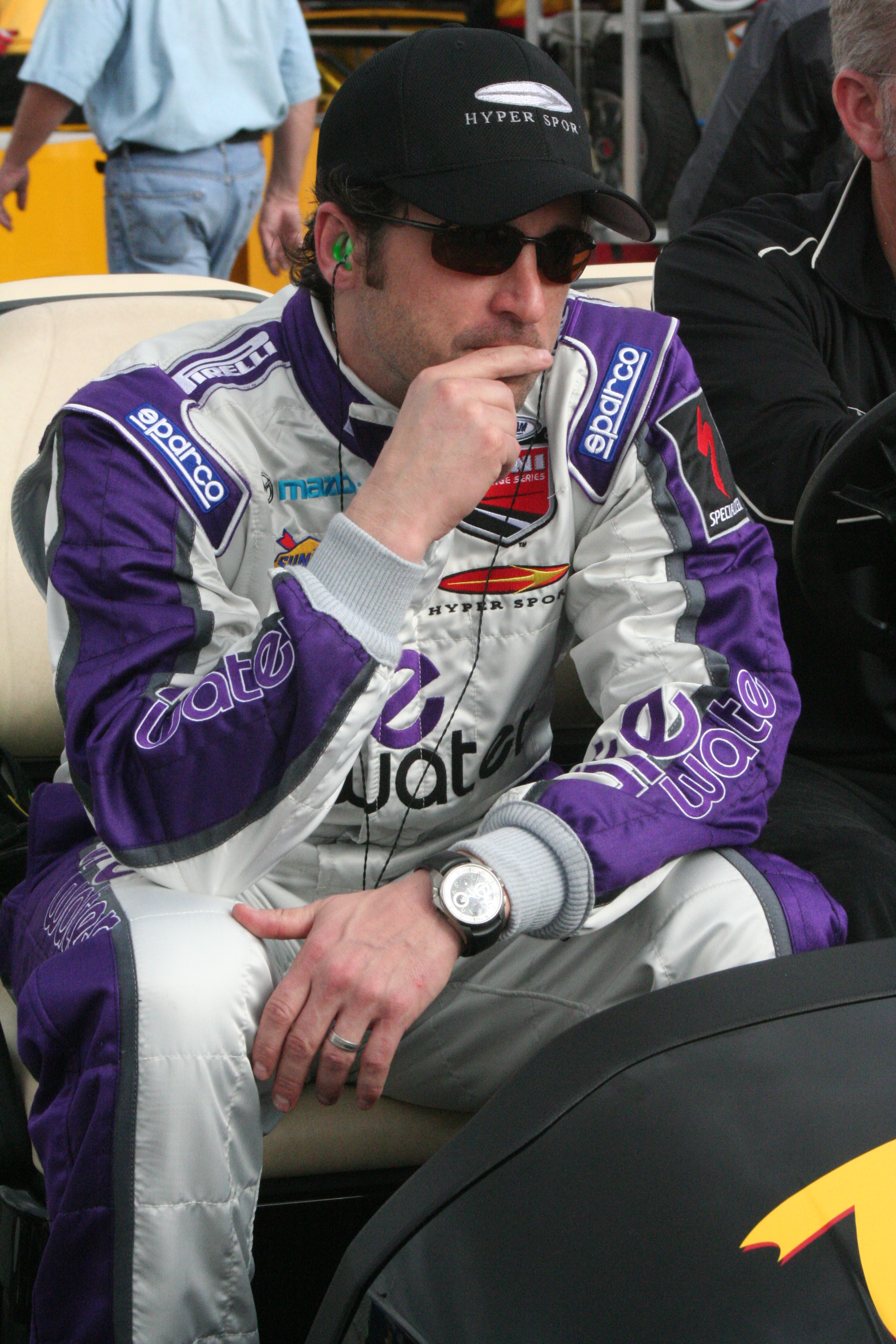
Демпси на гонке «24 часа Дейтоны». 2008 год

Карьера по годам
| Сезон | Гоночная серия                                        | Команда                  | Гонок | Побед | Поулов | Быстрых кругов | Подиумов | Очков | Результат |
| ----- | ----------------------------------------------------- | ------------------------ | ----- | ----- | ------ | -------------- | -------- | ----- | --------- |
| 2004  | Panoz Racing Series (GT)                              |                          | 2     | —     | —      | —              | —        | 9     | 9         |
| 2006  | Toyota Pro/Celebrity Race (Pro)                       |                          | 1     | —     | —      | —              | —        | ×     | 2         |
| 2007  | Grand American Rolex Series (GT)                      | Hyper Sport              | 9     | —     | —      | —              | —        | 21    | 105       |
| 2008  | Grand American Rolex Series (GT)                      | Hyper Sport              | 9     | —     | —      | —              | —        | 143   | 29        |
| 2009  | Grand American Rolex Series (GT)                      | Dempsey Racing           | 7     | —     | —      | —              | —        | 143   | 23        |
| 2009  | 24 часа Ле-Мана (GT2)                                 | Advanced Engineering     | 1     | —     | —      | —              | —        | ×     | 9         |
| 2010  | Grand American Rolex Series (GT)                      | Dempsey Racing           | 4     | —     | —      | —              | —        | 89    | 34        |
| 2010  | Grand-Am — Continental Tire Sports Car Challenge (ST) | Freedom Autosport        | 1     | —     | —      | —              | —        | 9     | 90        |
| 2011  | Grand American Rolex Series (GT)                      | Dempsey Racing           | 11    | —     | —      | —              | 1        | 226   | 17        |
| 2012  | Grand American Rolex Series (GT)                      | Dempsey Racing           | 9     | —     | —      | —              | —        | 138   | 31        |
| 2012  | Американская серия Ле-Ман (LMP2)                      | Dempsey Racing           | 5     | —     | —      | —              | 2        | 53    | 3         |
| 2012  | Grand-Am — Continental Tire Sports Car Challenge (GS) | Multimatic Motorsports   | 2     | —     | —      | —              | —        | —     | —         |
| 2012  | Trofeo Maserati World Series                          |                          | 2     | —     | —      | —              | ?        | —     | —         |
| 2013  | Американская серия Ле-Ман (GTC)                       | Dempsey Del Piero Racing | 10    | —     | —      | —              | 3        | 87    | 7         |
| 2013  | Чемпионат мира по гонкам на выносливость (LMGTE Am)   | Dempsey Del Piero-Proton | 1     | —     | —      | —              | —        | —     | —         |
| 2013  | 24 часа Ле-Мана (LMGTE Am)                            | Dempsey Del Piero-Proton | 1     | —     | —      | —              | —        | ×     | 4         |

Результаты в гонке «24 часа Ле-Мана»
| Год  | Команда                           | Машина              | Класс    | Напарники               | Позиция в общем зачёте | Позиция в классе |
| ---- | --------------------------------- | ------------------- | -------- | ----------------------- | ---------------------- | ---------------- |
| 2009 | Advanced Engineering Team Seattle | Ferrari F430 GT2    | GT2      | Дон Китч-мл. Джо Фостер | 30                     | 9                |
| 2013 | Dempsey Del Piero-Proton          | Porsche 911 GT3 RSR | LMGTE Am | Джо Фостер Патрик Лонг  | 29                     | 4                |
| 2014 | Dempsey Racing-Proton             | Porsche 911 RSR     | LMGTE Am | Джо Фостер Патрик Лонг  | 24                     | 5                |
| 2015 | Dempsey-Proton Racing             | Porsche 911 RSR     | LMGTE Am | Джо Фостер Марко Зефрид | 22                     | 2                |

## Награды
- People’s Choice Awards, США — получил награду в 2007 году в категории лучший актёр в телесериалах.
- People’s Choice Awards, США — получил награду в 2008 году в категории лучший актёр в телесериалах.
- Премия Гильдии киноактёров (англ. Screen Actors Guild Awards) — получил награду в 2007 году в категории выдающаяся игра в совместной работе в драматических телевизионных сериалах за роль в телесериале «Анатомия страсти» (англ. Grey’s Anatomy) (2005)
- Премия Юного Артиста, (Young Artist Awards) — получил награду в 1988 году в категории лучший молодой актёр в комедийном жанре за фильм (англ. ) Can’t Buy Me Love (1987)
- Премия Эмми — номинирован в 2001 году в категории Выдающийся приглашённый актёр в драматических сериалах за роль в сериале «Опять и снова» (1999)
- Премия Золотой глобус, США — номинирован в 2006 году в категории лучший актёр в телевизионных сериалах за роль в телесериале «Анатомия страсти», (2005)
- Премия Золотой глобус, США — номинирован в 2007 году в категории лучший актёр в телевизионных сериалах за роль в телесериале «Анатомия страсти», (2005)
- MTV Movies Awards — номинирован в категории лучший поцелуй за фильм Зачарованная, Enchanted (2007), поцелуй с Эми Адамс
- Премия Гильдии киноактёров (англ. Screen Actors Guild Awards) — номинирован в 2006 году в категории выдающийся актёр в драматических телевизионных сериалах за роль в телесериале «Анатомия страсти» (2005)
- Премия Гильдии киноактёров (англ. Screen Actors Guild Awards) — номинирован в 2008 году в категории выдающийся актёр в драматических телевизионных сериалах за роль в телесериале «Анатомия страсти» (2005)